# Anthony Vanden Borre
Anthony Vanden Borre (Likasi, 24 de outubro de 1987) foi um futebolista nascido na República Democrática do Congo, e naturalizado belga que atuou como lateral direito. Encerrou a sua carreira de jogador profissional atuando pelo Anderlecht.

## Carreira
Anthony Vanden Borre integrou o elenco da Seleção Belga de Futebol,  que competiu nos Jogos Olímpicos de Verão de 2008 e na Copa de 2014 do Brasil. 